# Antonio José López Serrano
Antonio José López Serrano (Valencia, 15 de marzo de 1968) es un novelista, filósofo y ensayista español. Es autor de la trilogía “Los caballeros de Valeolit”, Premio Miguel Delibes de Narrativa 2015.

## Biografía
Nacido en Valencia (15 de marzo de 1968) es hijo de Francisco López Merino, Secretario del Ayuntamiento de Valladolid y de Antonia María Serrano López, maestra nacional.
Vivió su infancia en Jávea (Alicante) y en Tarragona.
En el año 1979 su familia se instala definitivamente en Valladolid.
Estudia Derecho en la Universidad de Valladolid (1986-1991), y tras terminar sus estudios, ingresa en el Seminario Mayor Diocesano de Valladolid donde completará los estudios de Ciencias Eclesiásticas (Teología) en el Estudio Teológico Agustiniano de Valladolid, perteneciente a la Universidad Pontificia de Comillas con sede en Madrid (1992-1997).
Durante su estancia en el Seminario, conocerá al sacerdote Antonio Meléndez, con el que se iniciará en el mundo del periodismo radiofónico.
Es nombrado director del programa en COPE Valladolid “El espejo de la Iglesia Diocesana” e “Iglesia Noticia” en su edición local y regional, trabajo que compaginará con el de profesor de Religión Católica hasta el año 2006.
Ese mismo año aprueba la oposición de Profesor de Secundaria  de la Junta de Castilla y León en la especialidad de Filosofía, abandonando su actividad periodística, e iniciando al mismo tiempo su actividad literaria y ensayística.
Dos años más tarde obtendrá la Diplomatura en Filosofía por la UNED (España).

Casado en 2001, realizará breves incursiones en el mundo del cine y de la música sin llegar a tener una dedicación profesional.
A finales del año 2014 publica su primera novela histórica, de temática histórica, que compondrá la primera parte de la trilogía “Los caballeros de Valeolit”. Dicha novela será galardonada con el [[Premio Miguel Delibes de Narrativa]] en del año 2015. Premio que tradicionalmente entregaba el escritor vallisoletano Miguel Delibes.
Completará la trilogía “Los caballeros de Valeolit” dos años más tarde, y seguirá publicando, tanto novela histórica como ciencia ficción y ensayo.
En la Semana Santa de 2017, glosará el tradicional acto del ofrecimiento de los Dolores a la Virgen María de la Cofradía de la Vera Cruz del Sábado Santo de la capital vallisoletana.

## Premios y reconocimientos
Premio Miguel Delibes de Narrativa, 2015 por la novela “Los caballeros de Valeolit”.

## Obras

### Novela
- Los caballeros de Valeolit. Primera Parte. Los hijos de Pelayo. (2014), Premio Miguel Delibes de Narrativa, 2015.

- Los caballeros de Valeolit. Segunda Parte. Lealtad y promesa. (2015).

- Los caballeros de Valeolit. Tercera Parte. El testamento de la reina Sancha. (2016)

- El ángel amado. (2017)

- Tras el cielo de Urano. (2019).
- La extraña familia de Argimiro Montañés (2022).

### Ensayos y obras filosóficas
- ¡Levántate y sal de la cueva! Introducción al estudio de la filosofía. (2021)

- Diálogo de cuatro amigos. La relación de la filosofía, religión, teología y ciencia. (2021)
- Filosofía. 1º Bachillerato. (2022)
- Historia de la Filosofía. 2º de Bachillerato. (2022)
- Psicología. Bachillerato. (2022)